# Eric Thompson (cestista)
Eric Thompson (Detroit, 4 agosto 1993) è un cestista statunitense.

## Palmarès
- Coppa di Romania: 1

CSO Voluntari: 2022